# Immaculata (Kettengasse 16, Sulzfeld am Main)

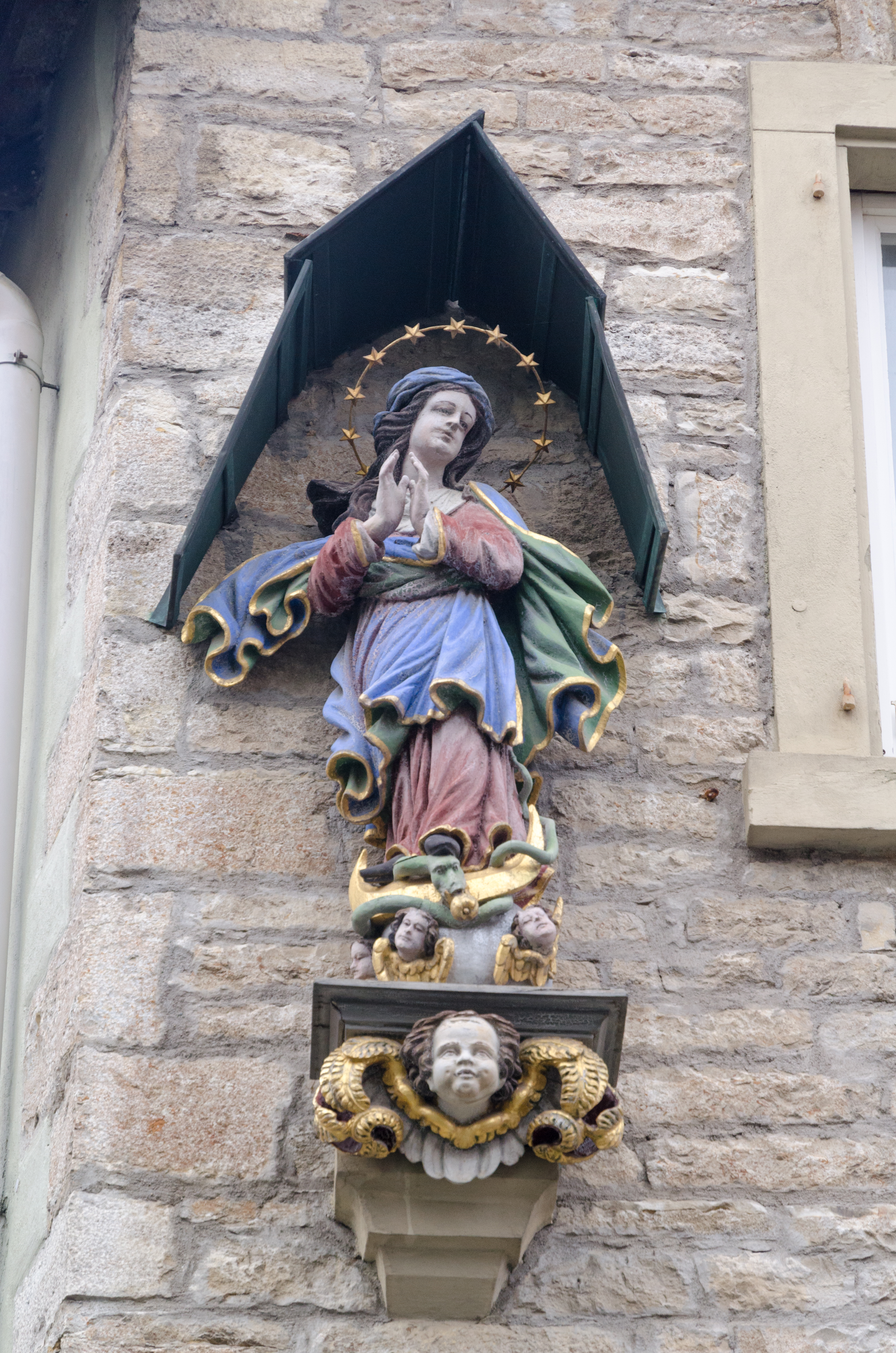
Die Immaculata in Sulzfeld am Main

Die Immaculata am Haus Kettengasse 16 ist ein eingetragenes Baudenkmal im Altort der unterfränkischen Gemeinde Sulzfeld am Main. Sie steht in der Tradition der Hausfiguren, die als religiöse Kleindenkmäler an vielen Häusern Sulzfelds angebracht wurden. 

## Geschichte
Die Figur am Haus Kettengasse 16 entstand in der ersten Hälfte des 18. Jahrhunderts. Hierauf verweisen die schweren Formen der Dargestellten. Das Motiv verweist auf die „Unbefleckte Empfängnis“, deren Festtag durch Papst Clemens XI. im Jahr 1708 zu einem ortsüblichen Fest im Kirchenkalender erhoben wurde. Die Darstellungstradition geht auf die von den Kirchenvätern verbreitete Annahme zurück, dass Maria bereits bei ihrer eigenen Empfängnis im Leib ihrer Mutter Anna von der Erbsünde verschont wurde. Deshalb verzichteten die Künstler bei diesen Darstellungen auch auf das Jesuskind. Der Künstler ist nicht bekannt.
Die Immaculata in Sulzfeld erfuhr in den folgenden Jahrhunderten immer wieder Veränderungen. Der Kunsthistoriker Christian Hecht weist darauf hin, dass bei der Figur starke Überarbeitungen vorgenommen wurden. Das Haus Kettengasse 16 wurde im Jahr 1862 neu errichtet, die ältere Figur fand an der Fassade neuerlich einen Platz. Die Farbfassung der Figur geht wohl auf das 20. Jahrhundert zurück. Ebenfalls im 20. Jahrhundert überfing man die Figur mit einem metallenen Schutzdach. Die Immaculata wird vom Bayerischen Landesamt für Denkmalpflege als Baudenkmal eingeordnet. 

## Beschreibung
Die Figur präsentiert sich als klassische Immaculata. Maria wurde ohne das Jesuskind dargestellt, die Hände hat sich vor der Brust fast zum Gebet gefaltet. Sie wird von einem Sternennimbus überragt, die Kleidung aus einem roten Gewand und einem blau-grünen Mantel ist farbig gefasst. Sie steht auf einer reich verzierten Weltkugel. So wurden hier zwei Engelsköpfe angebracht. Außerdem ist auf der Vorderseite eine Mondsichel zu sehen, über der sich eine Schlange mit einem goldenen Apfel im Maul windet. Unterhalb der Figur ist ein Sockel zu finden, auf dessen Vorderseite ein Engelskopf hervorragt.